# Gelis thomsoni
Gelis thomsoni är en stekelart som först beskrevs av Otto Schmiedeknecht 1933.  Gelis thomsoni ingår i släktet Gelis och familjen brokparasitsteklar. Arten är reproducerande i Sverige. Inga underarter finns listade i Catalogue of Life.